# ペニャフィエル
ペニャフィエル（スペイン語: Peñafiel）は、スペイン・カスティーリャ・イ・レオン州バリャドリッド県のムニシピオ（基礎自治体）。

## 歴史
ヴァッカエイ族の定住地跡が残るペニャフィエルの歴史は、先史時代にさかのぼることができる。レコンキスタ時代、城のある丘の麓に集落があった。アル・アンダルスに対抗するモンソン伯領（レオン王国）の要塞としてFidele Pennaが10世紀初頭につくられ、のちカスティーリャ伯領へ吸収された。このことで、カスティーリャ伯サンチョ・ガルシアは特別な国境の城を獲得したのである。
1256年、アルフォンソ10世はペニャフィエルにフエロ（特権）を授けた。町の偉大なる領主となったのは、アルフォンソ10世の甥にあたるフアン・マヌエル王子である。彼は国内のどこよりもペニャフィエルの居城を好み、9世紀以来とされる城を修復した。19箇所の教会、3箇所の修道院、6箇所の礼拝堂を抱えている事実がペニャフィエルの栄華を物語っている。
1895年、バリャドリッド＝アリサ間に鉄道が開通し、ペニャフィエルは好景気に沸いた。製粉工場やビスケット工場では多くの若い女性工員が働いた。

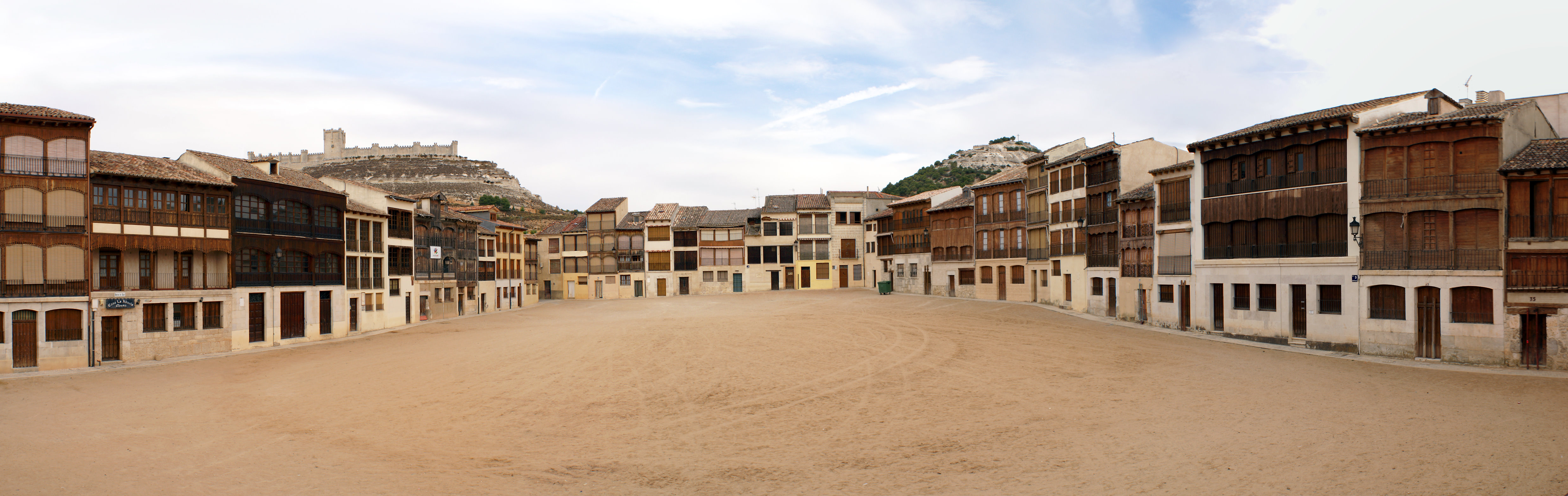
町中心のコソ広場。8月13日から始まる聖母と聖ロッケの祝祭で、闘牛が開かれる

## 政治
| 任期      | 首長名                       | 政党 |
| --------- | ---------------------------- | ---- |
| 1979–1983 | D. Santos Martín Marcos      | UCD  |
| 1983–1987 | D. Miguel Ángel Alonso Tombo | PSOE |
| 1987–1991 | Dª Rosa María Aguado Ruiz    | CDS  |
| 1991–1995 | D. Honorino Fernández Sanz   | PSOE |
| 1995–1999 | D. Félix Ángel Martín Díez   | PP   |
| 1999–2003 | D. Félix Ángel Martín Díez   | PP   |
| 2003–2007 | D. Agapito Hernández Negro   | PP   |
| 2007–2011 | D. Félix Ángel Martín Díez   | PP   |
| 2011–2015 | D. Roberto Díez González     | PP   |
| 2015–2019 | D. Roberto Díez González     | PP   |
| 2019–2023 | n/d                          | n/d  |
| 2023–     | n/d                          | n/d  |

## 人口
| ペニャフィエルの人口推移 1842－2011                     |
|                                                         |
| 出典:INE（スペイン国立統計局）1900年 - 1991年、1996年 - |

## 姉妹都市
- ビリェーナ、スペイン
- エスカローナ、スペイン
- ペナフィエル、ポルトガル